# Alsószopor
Alsószopor (románul Supuru de Jos) falu a Partiumban, Romániában. Szatmár megye egyik települése, községközpont.

## Fekvése
Szatmárnémetitől délre a Kraszna partján fekszik.

## Története
Első említése 1205-1215-ből származik, ekkor Zopor néven említették.
1414-ben Asowzopor, 1474-ben Also-zopor, 1543-ban Szopor, 1676-ban Sopor néven írták. 1474-ben a Csire családé, ekkor Csire István Drágfi Miklósnak és fiának, Bertalannak adta zálogba. 1475-ben végzett adóösszeíráskor Alsó-Szoport Sarmaság és Győrteleke között említették. Ekkor Drágfiak, a Csire, és a Valkai család volt birtokosa. 1538-ban az Álmosdi Csire család egyik tagja Csire Ferenc, a nagyváradi káptalan levele alapján eladta örökre a középszolnoki mindkét Szoporban levő részbirtokát Drágfi Andrásnak és Gáspárnak, ezt I. Ferdinánd király is megerősítette. 1570-ben Dobó István, Ödönfi Ferenc és a császár között oszlott meg.
1602 előtt Zombori Farkasnak Alsó- és Felsőszoporon is volt birtoka, de 1602-ben Giorgio Basta generális és Kövendi Székely Mihály tiszántúli kapitány Trogeri Lodi Simonnak adományozta mindkét települést. Az 1715 évi összeírásnál Alsószoport Szatmár vármegyéhez számolták, 1720-ban kétharmada tartozott Szatmár megyéhez. 1779-ben végzett összeíráskor Alsó-Szopor község főbb birtokosa gróf Andrási Károly volt. Szirmai leírása szerint 1809-ben Alsó-Szopor falu százötven gazdából álló egyik része Szatmár vármegyéhez, más 60 gazdából álló része pedig Szolnok vármegyéhez tartozott. 1919-ig Magyarországhoz tartozott, Szilágy vármegye részeként. 1910-ben 1 455 román és magyar lakosa volt.

## Nevezetességek
- Görögkatolikus temploma 1792-ben épült a Szent Arkangyalok tiszteletére kőből épült. Nagy kőtoronnyal és két kisebb fatornyocskával.

Anyakönyvet 1782-től vezetnek.

## Híres szülöttei
- Kovács Katona Jenő (Alsószopor, 1910. február 8. – Kolozsvár, 1944. október 9.) író, költő, kritikus.
- Giczy János (Alsószopor, 1933. december 28. – 2016.) festőművész.